# 莫斯維爾 (新南威爾士州)
莫斯維爾（英語：Moss Vale），澳大利亞新南威爾士州南部高地的一個小鎮，座落於伊拉瓦拉公路之上。據2016年人口普查，常住人口為8,579。莫斯維爾是區內重要的工業中心，商業活動以輕工業為主，包括詹姆斯哈迪工業的廠房和哈珀柯林斯的配送中心。